# Kanton Douvres-la-Délivrande
Der Kanton Douvres-la-Délivrande war von 1801 bis 2015 ein französischer Wahlkreis im Département Calvados und in der damaligen Region Basse-Normandie. Er umfasste zehn Gemeinden im Arrondissement Caen; sein Hauptort (frz.: chef-lieu) war Douvres-la-Délivrande. Die landesweiten Änderungen in der Zusammensetzung der Kantone brachten im März 2015 seine Auflösung. Vertreter im Generalrat des Départements war zuletzt ab 2008 Maryvonne Mottin (PRG). 
Der Kanton Douvres-la-Délivrande war 56,81 km2 groß und hatte 23.235 Einwohner (Stand: 2012). 

## Gemeinden
| Gemeinde              | Einwohner Jahr | Fläche km² | Bevölkerungsdichte | Code INSEE | Postleitzahl |
| --------------------- | -------------- | ---------- | ------------------ | ---------- | ------------ |
| Bernières-sur-Mer     | 2358 (2013)    | 7,66       | 308 Einw./km²      | 14066      | 14990        |
| Cresserons            | 1192 (2013)    | 3,59       | 332 Einw./km²      | 14197      | 14440        |
| Douvres-la-Délivrande | 5131 (2013)    | 10,71      | 479 Einw./km²      | 14228      | 14440        |
| Hermanville-sur-Mer   | 2861 (2013)    | 8,05       | 355 Einw./km²      | 14325      | 14880        |
| Langrune-sur-Mer      | 1722 (2013)    | 4,74       | 363 Einw./km²      | 14354      | 14830        |
| Lion-sur-Mer          | 2494 (2013)    | 4,75       | 525 Einw./km²      | 14365      | 14780        |
| Luc-sur-Mer           | 3149 (2013)    | 3,64       | 865 Einw./km²      | 14384      | 14530        |
| Mathieu               | 2031 (2013)    | 9,41       | 216 Einw./km²      | 14407      | 14920        |
| Plumetot              | 229 (2013)     | 1,23       | 186 Einw./km²      | 14509      | 14440        |
| Saint-Aubin-sur-Mer   | 2266 (2013)    | 3,03       | 748 Einw./km²      | 14562      | 14750        |

## Bevölkerungsentwicklung
| 1962   | 1968   | 1975   | 1982   | 1990   | 1999   | 2006   | 2011   |
| ------ | ------ | ------ | ------ | ------ | ------ | ------ | ------ |
| 10.727 | 11.148 | 12.795 | 15.674 | 18.502 | 21.365 | 22.641 | 23.132 |